# Verkehrs- und Tarifgemeinschaft Nordfriesland Regional
Die Verkehrs- und Tarifgemeinschaft Nordfriesland Regional (VGNF) war ein Zusammenschluss von sieben Busverkehrsunternehmen im Kreis Nordfriesland. Im Übergang zwischen den Buslinien dieser Unternehmen bestand ein einheitlicher Tarif, die Eisenbahnstrecken im Kreis Nordfriesland waren jedoch nicht in diesen Tarif integriert. Seit dem 1. August 2009 gilt der Schleswig-Holstein-Tarif, wodurch der Tarif Nordfriesland Regional überflüssig wurde.

## Beteiligte Verkehrsunternehmen
- Autokraft GmbH
- Niebüller Verkehrsbetriebe GmbH
- Joza-Reisen
- Omnibusbetrieb Röpke
- Neue Pellwormer Dampfschiffahrts-GmbH
- Rohde Verkehrsbetriebe GmbH